# Gourhel
Gourhel (in bretone: Gourhael) è un comune francese di 599 abitanti situato nel dipartimento del Morbihan nella regione della Bretagna.

## Società

### Evoluzione demografica
Abitanti censiti